# Полонская, Гарри Львовна

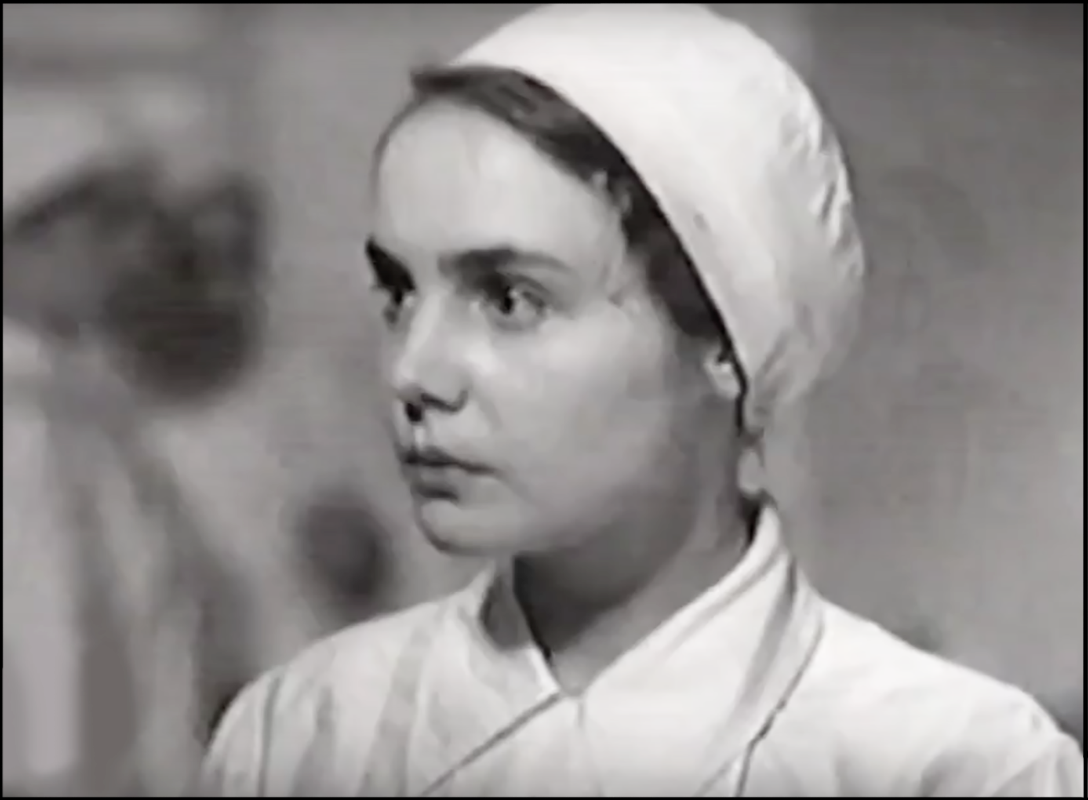
«Семья Оппенгейм». Гарри Миновицкая в роли Руфи Оппенгейм. 1938

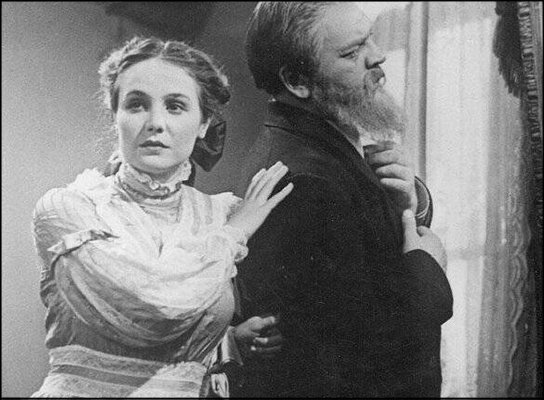
«Дело Артамоновых». Гарри Миновицкая и Михаил Державин. 1941

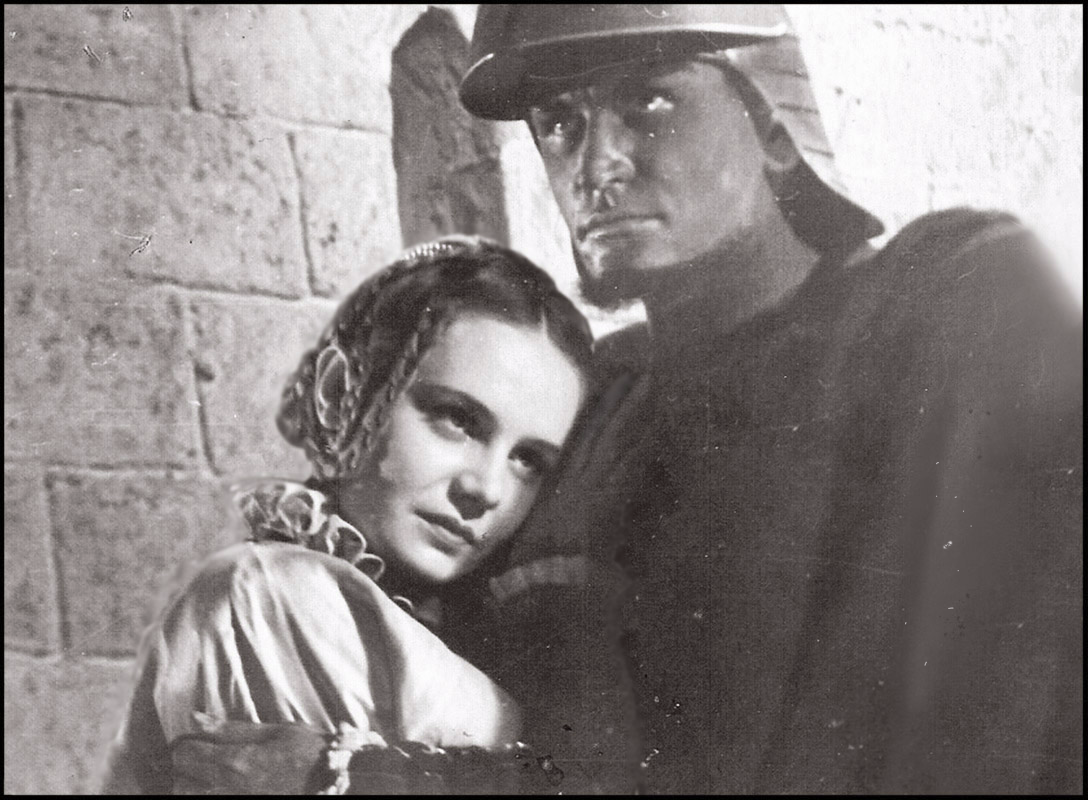
«Отелло». Гарри Миновицкая в роли Дездемоны. 1941

Гарри Львовна Полонская, Маргарита Касымова, Лариса Шепитько, Владимир Чумак, Константин Михайлович Венц, Джемма Фирсова, Сильвия Сергейчикова. ВГИК. 1956

Гарри Львовна Поло́нская (урождённая и в кино — Миновицкая; 29 июня 1918, Петроград — 10 августа 2001, Москва) — советская киноактриса, преподаватель Всесоюзного государственного института кинематографии.

## Биография
Гарри Львовна Полонская родилась в 1918 году в Петрограде. Отец — Лев Аркадьевич Миновицкий (1891, Санкт-Петербург — 1960, Ленинград), изобретатель в области гидравлики, электротехники и противопожарных приборов, в 1926 году подвергался аресту. Мать — Эрна Германовна, урождённая Гейн (1896, Санкт-Петербург — 1966, Москва), в 1923–1930 годах совладелица издательства «Пучина» (Москва—Ленинград).
Прадед — Генрих Гейн (1832, Франкфурт — 1915, Петроград). Прабабушка — Мария, урождённая Мюллер (1842, Франкфурт — 1902, Санкт-Петербург). Дед — Герман (Генрихович) Андреевич Гейн (1861, Франкфурт — 1915, Петроград), управляющий Железно-прокатного завода Донецко-Юрьевского металлургического общества. Бабушка — Каролина Михайловна, урождённая Кёйшель (1876, Зальцбург — 1942, Ленинград), дочь металлурга Михаэля Кёйшеля. Дед со стороны отца — Айзик Лейзорович Миновицкий (1853—1933), уроженец Высоко-Литовска, переехал из Гродно в Петербург, где 
был заведующим еврейской народной столовой. Бабушка — Любовь Моисеевна Миновицкая (1863—1941).
В 1914 году, в начале Первой мировой войны, Герман Генрихович Гейн как подданный Германии был вынужден  покинуть столицу. Его жена и дочери Эрна и Леонора (Матушак), принявшие российское подданство, остались в Петрограде — ул. Широкая, дом 48, кв. 14 (ныне ул. Ленина, 52).
С 1925 года Гарри Миновицкая росла в Москве, на Маросейке, дом 15, кв. 7, где жила семья и где располагалось издательство «Пучина». 
В 1935 году поступила в Московский архитектурный институт. Через два года поступила в Школу киноактёра при киностудии «Мосфильм» (мастерская Григория Рошаля). Училась вместе с Владимиром Балашовым и Михаилом Глузским. 
В 1938 году дебютировала в кино в антифашистской драме «Семья Оппенгейм», снятой Григорием Рошалем по одноимённому роману Лиона Фейхтвангера. 
В 1941 году окончила актёрский факультет Всесоюзного государственного института кинематографии; дипломная работа – роль Дездемоны в короткометражном фильме «Отелло», поставленном Сергеем Юткевичем по пяти фрагментам одноимённой пьесы Шекспира.
В 1945—1948 годах — артистка  Театра-студии киноактёра. 
С 1951 по 1981 год — старший преподаватель кафедры режиссуры Всесоюзного государственного института кинематографии. Работала в мастерских Александра Довженко, Михаила Чиаурели, Михаила Ромма и Романа Кармена. Среди её учеников — режиссёры Лариса Шепитько, Джемма Фирсова, Маргарита Касымова и другие известные деятели российского кинематографа. Документалист Владимир Коновалов вспоминал:

Нам крупно повезло с Гарри Львовной. Её обширная эрудиция, внимание и теплота к каждому из нас были очень важными качествами, которыми хотелось, чтобы обладал каждый педагог. Она не только определяла для нас творческое задание, но всегда была внимательна и сердечна. Надо учитывать, что все мы надолго уехали от своих родных из других городов и нуждались в человеческом тепле. Она заботилась о нас как любящая мать. У неё не было любимчиков; она одинаково помогала всем, особенно тем, кому было трудно найти себя, и не раз спасала от угрозы отчисления некоторых студентов.

## Семья
- Муж — Константин Андреевич Полонский (1906—1985), организатор кинопроизводства, директор киностудии «Мосфильм» (1938—1940). Заслуженный работник культуры РСФСР (1968).
  - Дочь — Наталья Константиновна Полонская (1940—2015), режиссер и сценарист документального и научно-популярного кино, педагог, заслуженный деятель искусств РФ (1993)[24][25]. Была замужем за  оператором-постановщиком Михаилом Владимировичем Ардабьевским (1932—1992)  и кинооператором документалистом Вячеславом Дмитриевичем Мотыченковым (1938—2012)[26][27].Надгробие
Гарри Львовны Полонской
 и её родственников
 на Введенском кладбище. 2015

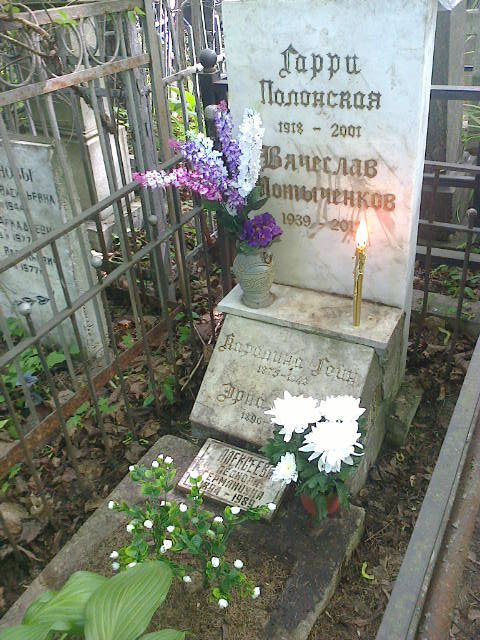
Надгробие
Гарри Львовны Полонской
и её родственников
на Введенском кладбище. 2015

    - Внучка — Ольга Михайловна Селина (1964—2016), художник-график[28].
- Брат — Владимир Львович Миновицкий (1920—2000), инженер-конструктор подводных лодок. В послевоенные годы занимался вопросами по изучению научно-технических разработок Германии. Начальник бюро Балтийского завода, автор изобретений в области судостроения[29][30][31].
  - Племянница (дочь брата) — Татьяна Владимировна Лукьянова (1947—2011), советский, российский художник, живописец и график[32][33].

## Фильмография

### Актриса
- 1938 — Семья Оппенгейм — Руфь Оппенгейм[34]
- 1941 — Дело Артамоновых — Татьяна Артамонова[35][36]
- 1941 — Отелло — Дездемона